# Mimosa micracantha
Mimosa micracantha är en ärtväxtart som beskrevs av George Bentham. Mimosa micracantha ingår i släktet mimosor, och familjen ärtväxter.

## Underarter
Arten delas in i följande underarter:
- M. m. micracantha
- M. m. plurijuga